# Cá chình Nhật Bản
Cá chình Nhật Bản (日本鰻 nihon'unagi, (danh pháp hai phần: Anguilla japonica)) là một loài cá chình sống ở Nhật Bản, Hàn Quốc, Việt Nam, Biển Hoa Đông và bắc Philippines. Giống như các loài cá chình khác, cá chình Nhật Bản sống ở cả vùng nước ngọt và nước mặn. Nơi sinh sản của chúng nằm ở phía tây của quần đảo Mariana. Cá chình lớn bơi hàng ngàn dặm từ các sông nước ngọt ở Đông Á đến nơi sinh sản này. Ấu trùng nở ra ở biển và được hải lưu Kuroshio đưa tới gần đất liền, nơi mà chúng ăn sinh vật phù du. Khi đủ lớn, chúng đi vào cửa các con sông và bơi ngược dòng và lớn lên. Đôi khi ban đêm chúng bò lên bờ và trườn trên đất. Chúng ăn các loại tôm, côn trùng và cá nhỏ. Ở Nhật Bản, người ta ăn cá chình với tên món ăn là unagi, và người Nhật cũng dùng nó làm thuốc.